# Compañera te doy
Compañera te doy es una serie española de televisión, emitida por TVE en 1973, escrita por Alfonso Paso y protagonizada por el en aquel momento matrimonio de actores formado por Carlos Larrañaga y María Luisa Merlo.

## Argumento
La serie narra, en tono de comedia, las relaciones de pareja en distintas situaciones y momentos históricos, sin mayor hilo argumental entre los episodios que los actores protagonistas que, cada semana, interpretan personajes diferentes.

## Listado de episodios
- Presentación - 2 de julio de 1973

- Nunca mataron a César - 9 de abril de 1973
  - Modesto Blanch
  - Alberto Bové
  - Javier Dotú
  - Rafael Guerrero

- La emparedada – 15 de abril de 1973

- Oh, el romanticismo – 29 de abril de 1973
  - José Franco
  - Ismael Merlo
  - María Esperanza Navarro

- El patio de Embajadores o las malas lenguas se sueltan – 7 de mayo de 1973

- Al fin libres – 14 de mayo de 1973

- Sigamos riñendo – 28 de mayo de 1973

- Dale celos, tonta - 4 de junio de 1973
  - Emilia Rubio

- Todos los pájaros del mundo - 11 de junio de 1973
  - Nuria Carresi

- El motivo - 18 de junio de 1973
  - Fernando Chinarro
  - Lola Gálvez
  - María Kosty

- Demasiada luna para nosotros – 25 de junio de 1973

- Orgullo y soberbia - 2 de julio de 1973
  - Montserrat Blanch
  - José María Guillén
  - Fedra Lorente

- Proceso regresivo – 9 de julio de 1973